# Atomix
Atomix is een computerspel dat werd ontwikkeld door Thalesoft en uitgegeven door Thalion Software. Het spel kwam in in 1990 voor de Commodore Amiga, Atari ST, Commodore 64 en DOS.

## Gameplay
Het spel is een puzzelspel. Het speelveld bestaat uit een aantal atomen, waarmee de speler een molecuul in een bepaalde vorm moet vormen. Het spel wordt top-down gespeeld waarbij de linkerkant laat zien wat er gaat komen. Atomen kunnen naar horizontaal en verticaal bewogen worden. Een atoom stopt pas als het een obstakel tegen komt, zoals een muur of een andere atoom. Om een level op te lossen moeten de muren en andere atomen strategisch gebruikt worden. Als een level is opgelost krijgt de speler een aantal punten. Hoe sneller het level is opgelost des te meer punten men hiervoor krijgt. Het spel bevat 30 levels in oplopende moeilijkheidsgraad, die in een beperkte tijd gehaald moeten worden anders is het spel ten einde. Na elke vijf levels is er een bonuslevel waarbij laboratoriumflessen die met een willekeurige hoeveelheid vloeistof zijn gevuld in de juist volgorde gezet moeten worden.
Het spel kan met een of twee spelers gespeeld worden.

## Platforms
- Amiga (1990)
- Atari ST (1990)
- Commodore 64 (1990)
- DOS (1990)

Voor de ZX Spectrum was er een versie in ontwikkeling, maar deze is nooit uitgebracht.

## Ontvangst
| Beoordeeld door                       | Platform     | Datum         | Score |
| ------------------------------------- | ------------ | ------------- | ----- |
| ASM (Aktueller Software Markt)        | Amiga        | mei 1990      | 83%   |
| ACE (Advanced Computer Entertainment) | Commodore 64 | augustus 1990 | 82%   |
| Amiga Joker                           | Amiga        | maart 1990    | 79%   |
| ST Format                             | Atari ST     | augustus 1990 | 79%   |
| Commodore Format                      | Commodore 64 | oktober 1990  | 78%   |
| Zzap!                                 | Amiga        | oktober 1990  | 76%   |
| Power Play                            | DOS          | 1990          | 76%   |
| Zzap!                                 | Commodore 64 | oktober 1990  | 76%   |
| Power Play                            | Atari ST     | juli 1990     | 76%   |
| Micro News                            | Atari ST     | mei 1990      | 75%   |